# Van Nassau la Lecq
Van Nassau la Lecq was een geslacht waarvan een lid vanaf 1814 tot de Nederlandse adel behoorde en welke adellijke tak in 1861 uitstierf.

## Geschiedenis
De geadelde Van Nassau LaLecq stamde af van een buitenechtelijk kind van stadhouder Maurits van Oranje en zijn geliefde Margaretha van Mechelen.
Bij decreet van keizer Leopold I werd Maurits Lodewijk van Nassau, heer van Beverweerd, enz. (circa 1631-1683), kleinzoon van het koppel Maurits van Oranje-Margaretha van Mechelen, erkend als rijksgraaf.
Diens rond 1601 geboren vader Willem van Nassau, heer van de Lek sinds 1625, voerde meestal de naam Willem LaLecq. Willem kreeg van zijn vader de heerlijkheid van de Lek ten geschenke. Hiertoe behoorde ook de ambachtsheerlijkheid Oudekerk dat als leengoed aan hem en zijn erfgenamen werd gegeven. De meeste van zijn nazaten werden bijgezet in de grafkelder van Nassau-LaLecq in Ouderkerk aan den IJssel en een enkele in de grafkelder Bijl de Vroe te Loenen aan de Vecht.
Bastaardkinderen en hun nakomelingen mochten volgens het wapenrecht het familiewapen niet voeren en het wapen van hun vader alleen met een schuinstreep sinister, een brisure die "bastaardbalk" of "schuine balk" wordt genoemd, gebruiken.
Ook Willem LaLecq en zijn kinderen mochten zonder de instemming van hun vorstelijke bloedverwanten in Nederland en Duitsland het Nassauwapen niet zonder deze, als onterend beschouwde, schuine balk voeren. Willem LaLecq verzocht daarom stadhouder Willem III in 1676 om het wapen zonder schuine balk te mogen voeren net als alle natuurlijke, in een huwelijk geboren, kinderen. De prins onthield echter zijn toestemming. Hierop gingen de Nassau-LaLecqs het wapen tòch zonder de gewraakte schuine balk voeren. De graven en prinsen van Nassau-Dillenburg, Nassau-Hadamar, Nassau-Siegen en de Friese stadhouder van de lijn Nassau-Dietz beklaagden zich daarover bij de prins van Oranje.
Bij Souverein Besluit van 28 augustus 1814 werd Jan Floris Hendrik Carel van Nassau la Lecq benoemd in de ridderschap van Holland met de titel van graaf op allen; met hem stierf het adellijke geslacht in mannelijke lijn uit op 29 maart 1824; met Johanna Geertruida Abrahamina van Nassau-LaLecq, een zus van hem, stierf het geslacht in 1861 uit.